# Carlos Fernandes (football, 1978)
Pour les articles homonymes, voir Carlos Fernandes (homonymie), Fernandes et Brandão (homonymie).
Carlos Miguel Brandão Fernandes, né le 5 mai 1978 à Lisbonne, est un footballeur portugais qui évolue au poste de défenseur.

## Biographie
Formé au Sporting Portugal, Carlos Fernandes joue principalement en faveur du SC Farense, du CF Belenenses et du Sporting Braga.
Au total, il joue plus de 200 matchs en 1re division portugaise, sans oublier 14 matchs en Coupe de l'UEFA avec Braga.

## Carrière
- 1995-1997 : Sporting Portugal  Portugal
- 1997-1998 : S.C. Lourinhanense (en)  Portugal
- 1998-1999 : SC Campomaiorense  Portugal
- 1999-2002 : Sporting Farense  Portugal
- 2002-2004 : CF Belenenses  Portugal
- 2004-2005 : Boavista FC  Portugal
- 2005-2008 : Sporting Braga  Portugal
- 2008-2009 : CS Marítimo  Portugal
- 2009-2011 : SC Olhanense  Portugal
- 2011- : Naval 1º de Maio  Portugal[1],[2]